# Stefan Dreher (Politiker)
Stefan Karl Dreher (* 25. August 1960 im Rheinland) ist ein Richter und deutscher Politiker (ehemals AfD). Von 2014 bis 2015 war er Mitglied des Sächsischen Landtags.

## Leben und Beruf
Dreher besuchte Grundschule und Gymnasium in Monheim am Rhein und später das Taunusgymnasium  in Königstein im Taunus. Von 1979 bis 1981 absolvierte er eine Lehre als Bankkaufmann. Von 1982 bis 1988 studierte Dreher Rechtswissenschaften an der Universität Passau. Von 1988 bis 1991 durchlief er das Referendariat, welches er mit dem 2. Staatsexamen abschloss. 1995 promovierte Dreher mit einer Dissertation zum Thema Die Verzögerung der Hauptverhandlung durch Abwesenheit des Strafverteidigers. Seit 1993 ist Dreher im höheren Justizdienst des Freistaates Sachsen tätig und ab Januar 1995 – mit Ausnahme der Zeit als Abgeordneter – als Richter am Landgericht Dresden.
Stefan Dreher lebt in Pirna. Er ist verheiratet und Vater eines Kindes.

## Gesellschaftliches und politisches Engagement
Dreher ist ehrenamtliches Vorstandsmitglied des Schulvereins der Christlichen Schule Dresden-Zschachwitz, einer freien Schule.
Ab Mai 2013 war Dreher Mitglied der AfD. Bei der Kommunalwahl im Mai 2014 wurde er in den Kreistag von Sächsische Schweiz-Osterzgebirge gewählt. Im August 2014 zog er über die Landesliste in den sächsischen Landtag ein und war dort stellvertretender Vorsitzender der AfD-Fraktion. Am 31. August 2015 gab Dreher das Landtagsmandat auf, um wieder seinem Beruf als Richter nachgehen zu können. Mit Schreiben vom 16. Februar 2018 trat Dreher angesichts „unsäglicher rassistischer Bemerkungen“ anderer Parteimitglieder, insbesondere Jens Maiers und André Poggenburgs, aus der Partei aus. Diese sei nicht mehr „die AfD, in die ich eingetreten bin“. Er verblieb jedoch auf kommunaler Ebene als Parteiloser in der AfD-Kreistagsfraktion.